# Мамедов, Боюкхан Абыш оглы
Боюкхан Абыш оглы Мамедов (азерб. Böyükxan Abış oğlu Məmmədov; род. 1 июля 1933, Астрахан-Базар) — советский азербайджанский виноградарь, Герой Социалистического Труда (1981).

## Биография
Родился 1 июля 1933 года в городе Астрахан-Базар Азербайджанской ССР (ныне город Джалилабад Джалилабадского района).
С 1953 года — рабочий, с 1964 года — бригадир совхоза имени Рухуллы Ахундова Джалилабадского района. Отличился при выполнении заданий X пятилетки‍‍‍‍, получал высокие урожаи винограда, выполнил за 1976—1980 года два пятилетних плана.
Указом Президиума Верховного Совета СССР от 23 февраля 1981 года за выдающиеся успехи, достигнутые в выполнении планов и социалистических обязательств 1980 года и десятой пятилетки по увеличению производства и продажи государству зерна, хлопка, винограда и других продуктов земледелия и животноводства Мамедову Боюкахну Абыш оглы присвоено звание Героя Социалистического Труда с вручением ордена Ленина и золотой медали «Серп и Молот».
Активно участвовал в общественной жизни Азербайджана. Член КПСС с 1968 года.
С 2002 года президентский пенсионер.